# Abe Shigetaka

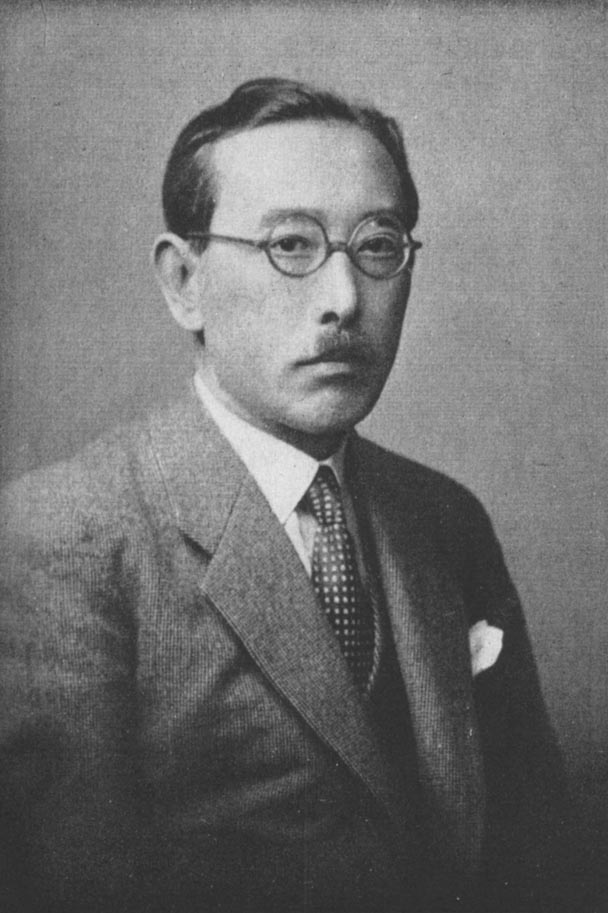
Abe Shigetaka

Abe Shigetaka (japanisch 阿部 重孝; geboren 11. Februar 1890 in der Präfektur Niigata; gestorben 5. Juni 1939) war der führende japanischer Erziehungswissenschaftler in der ersten Hälfte des 20. Jahrhunderts.

## Leben und Wirken
Abe Shigetaka machte 1913 seinen Abschluss an der Universität Tokio an der Fakultät für Literaturwissenschaft. Nach einer Zeit als Mitarbeiter an seiner Alma Mater wechselte er ins Kultusministerium und wurde in der Abteilung für akademische Angelegenheiten tätig. 1923 wurde er in die USA entsandt, wo er sich  mit Ausbildungsgängen, komparativer Pädagogik und andere Gebieten befasste. Er nahm so die neuesten Ergebnisse der Bildung und Forschung in den USA zu dieser Zeit auf und trug nach seiner Rückkehr nach Japan konsequent zur Entwicklung der empirischen und statistischen Forschung nach amerikanischem Vorbild bei. Er setzte sich früh für das amerikanische Schulsystem „6–3–3“ für Japan ein.
1934 wurde Abe Professor an der Universität Tokio. Während er selbst die Schulforschung voranbrachte, wirkte er in den Ausschüsses des bei Kultusministeriums mit und spielte eine wichtige Rolle als Mitglied der „Education Reform Association“ (教育改革同志会, Kyōiku kaikaku dōshi-kai) und als Gründungsmitglied der „Educational Science Study Group“ (教育科学研究会, Kyōiku kagaku kenkyūkai). Er starb früh im Alter von 49 Jahren.
Zu Abes Büchern gehören „Ōbei gakkō kyōiku hattatsu-shi“ (欧米学校教育発達史) – „Geschichte der schulischen Ausbildung in den USA und Europa“ 1930, „Chīsana kyōiku-gaku“ (小さな教育学) – „Kleine Erziehungslehre“ 1934 und „Gakka katei-ron“ (学科課程論) – „Über das Fachkurrikulum“ 1937. 1983 wurde eine Gesamtausgabe seiner pädagogischen Schriften (阿部重孝著作集) in 8 Bänden veröffentlicht.